# Aaron Clark
Aaron Clark (Worthington, 16 ottobre 1787 – Brooklyn, 2 agosto 1861) è stato un politico statunitense, 62° sindaco di New York.